# Provincia Kangwon
Kangwon (Kangwŏndo) este o provincie a R.P.D. Coreene. Reședința se găsește la Wonsan.

## Istorie
Kangwŏndo a fost una dintre cele 8 provincii ale Coreei sub dinastia Joseon.